# Harry Bromley Davenport
Harry Bromley Davenport (* 15. März 1950 in London) ist ein britischer Regisseur, Filmproduzent und Drehbuchautor sowie Filmmusikkomponist.

## Leben
Harry B. Davenport gab 1976 sein Regiedebüt mit dem Film Whispers of Fear, für den er auch das Drehbuch verfasste. Beim 1977 veröffentlichten Film Julias unheimliche Wiederkehr, inszeniert von Richard Loncraine , war er an der Drehbuchentwicklung basierend auf einem Roman von Peter Straub beteiligt. 1982 folgte mit X-Tro: Nicht alle Außerirdischen sind freundlich! sein zweiter und wohl bekanntester Film. Wie bei seinem Debüt komponierte er zudem die Filmmusik. Bromley Davenport inszenierte im Anschluss auch die beiden losen Fortsetzungen Xtro II – Die zweite Begegnung (1990, Kanada 1991) und X-Tro 3 (bzw. Xtro III – Watch the Skies; USA 1995). Letzterer war er der erste Film, bei dem er auch für die Produktion verantwortlich zeichnete und erstmals mit dem Drehbuchautor Daryl Haney zusammenarbeitete. Es folgten sieben weitere Spielfilme und zuletzt 2013 der Dokumentarfilm American Grand.

## Filmografie (Auswahl)
- 1976: Whispers of Fear
- 1977: Julias unheimliche Wiederkehr (Full Circle)
- 1982: X-Tro: Nicht alle Außerirdischen sind freundlich! (Xtro)
- 1990: X-Tro 2 – Die zweite Begegnung (Xtro II: The Second Encounter)
- 1995: X-Tro 3 (Xtro 3: Watch the Skies)
- 1998: Erasable You
- 1998: Waking Up Horton
- 1999: Der Club der Kannibalen (Life Among the Cannibals)
- 2001: Mockingbird Don’t Sing
- 2008: Haunted Echoes
- 2009: Smile Pretty
- 2009: Frozen Kiss
- 2013: American Grand